# 一条家門流三十八卿建議
一条家門流三十八卿建議（いちじょうけもんりゅうさんじゅうはちきょうけんぎ）は、元治元年6月25日（1864年7月28日）に関白二条斉敬に提出された建白書である。

## 概要
一条実良が中心となって動き、一条家門流に属する37家のうち、28家38人が名を連ねた。中山忠能が文案を作成した。
その内容は、過激な攘夷は避けなければならないが、朝廷が横浜鎖港を幕府に促すことで、天皇を慰め、民心を安らかにするべきであるというものであった。これは、当時の京都でも平和的な手段による攘夷を望む者だけでなかったため、何もしなければ過激な攘夷派による事件が発生するだろうという警告であった。
同時期には長州藩が八幡・山崎・嵯峨に陣を敷いており、彼らの警告が当たったかのごとく、翌月に禁門の変が発生している。

## 連署者
- 各家格において五十音順[1]。

| 数 | 家格   | 名前         | 読み方                    | 年齢 | 官位                           | 備考                       |
| -- | ------ | ------------ | ------------------------- | ---- | ------------------------------ | -------------------------- |
| 1  | 清華家 | 大炊御門家信 | おおいのみかど いえこと   | 47   | 正二位 権大納言                |                            |
| 2  | 清華家 | 今出川実順   | いまでがわ さねあや       | 33   | 正二位 権中納言                | 同年9月5日薨去。           |
| 3  | 清華家 | 西園寺公望   | さいおんじ きんもち       | 16   | 正三位 右近衛中将              | 年齢は、公卿補任では18歳。 |
| 4  | 羽林家 | 石山基正     | いしやま もとなお         | 22   | 右兵衛権佐                     |                            |
| 5  | 羽林家 | 石山基文     | いしやま もとふみ         | 38   | 正四位下左近衛権少将           |                            |
| 6  | 羽林家 | 今城定章     | いまき さだあき           | 68   | 従二位 前権中納言              |                            |
| 7  | 羽林家 | 岩倉具綱     | いわくら ともつな         | 24   |                                | 岩倉具視の養子。           |
| 8  | 羽林家 | 岩倉具慶     | いわくら ともやす         | 58   | 正三位 非参議、左近衛権中将    | 岩倉具視の養父。           |
| 9  | 羽林家 | 植松雅言     | うえまつ まさこと         | 38   | 右近衛権少将                   |                            |
| 10 | 羽林家 | 植松雅徳     | うえまつ まさとも         | 22   | 右京権大夫                     |                            |
| 11 | 羽林家 | 梅園実紀     | うめぞの さねこと         | 38   | 従三位 左近衛権中将            |                            |
| 12 | 羽林家 | 梅園実静     | うめぞの さねしず         | 25   |                                |                            |
| 13 | 羽林家 | 大原重徳     | おおはら しげとみ         | 64   | 正三位 非参議、前左衛門督      |                            |
| 14 | 羽林家 | 大原重朝     | おおはら しげとも         | 17   | 近習                           |                            |
| 15 | 羽林家 | 四条隆平     | しじょう たかとし         | 24   |                                |                            |
| 16 | 羽林家 | 清水谷公正   | しみずだに きんなお       | 56   | 従三位 参議                    |                            |
| 17 | 羽林家 | 清水谷公考   | しみずだに きんなる       | 20   | 侍従                           |                            |
| 18 | 羽林家 | 園基祥       | その もとさち             | 32   | 右近衛権少将                   |                            |
| 19 | 羽林家 | 高倉実方     | たかくら さねふさ         | 28   |                                |                            |
| 20 | 羽林家 | 千種有任     | ちぐさ ありとう           | 29   | 侍従                           |                            |
| 21 | 羽林家 | 中園実受     | なかぞの さねしげ         | 19   |                                |                            |
| 22 | 羽林家 | 中園実知     | なかぞの さねとも         | 33   | 左馬権頭                       |                            |
| 23 | 羽林家 | 中山忠能     | なかやま ただやす         | 65   | 正二位 前権大納言              | 文案を起草した。           |
| 24 | 羽林家 | 庭田重胤     | にわた しげたね           | 44   | 従二位 権中納言                |                            |
| 25 | 羽林家 | 橋本実麗     | はしもと さねあきら       | 56   | 従二位 権中納言                |                            |
| 26 | 羽林家 | 松木宗有     | まつのき むねあり         | 39   | 左近衛権中将                   |                            |
| 27 | 羽林家 | 六角博通     | ろっかく よしみち         | 40   | 大蔵大輔                       |                            |
| 28 | 羽林家 | 六角能通     | ろっかく ひろみち         | 61   | 正三位 非参議                  |                            |
| 29 | 名家   | 清関寺豊房   | せいかんじ とよふさ       | 43   | 正四位下左中弁                 |                            |
| 30 | 名家   | 清閑寺盛房   | せいかんじ もりふさ       | 19   |                                |                            |
| 31 | 半家   | 清岡長煕     | きよおか ながてる         | 51   | 正三位 式部権大輔              |                            |
| 32 | 半家   | 倉橋泰顕     | くらはし やすてる         | 30   | 正四位下左馬頭                 |                            |
| 33 | 半家   | 倉橋泰聡     | くらはし やすとし         | 50   | 正三位 治部卿、近習            |                            |
| 34 | 半家   | 桒原為政     | くわはら ためおさ         | 50   | 正三位 非参議                  |                            |
| 35 | 半家   | 五条為栄     | ごじょう ためしげ         | 23   | 少納言                         |                            |
| 36 | 半家   | 高辻修長     | たかつじ おさなが         | 25   | 従四位上大内記・侍従・文章博士 |                            |
| 37 | 半家   | 東坊城任長   | ひがしぼうじょう ただなが | 27   |                                |                            |
| 38 | 半家   | 藤波教忠     | ふじなみ のりただ         | 42   | 従二位 神祇大副・祭主          |                            |